# 19 أكتوبر
- السبت
- الأحد
- الاثنين
- الثلاثاء
- الأربعاء
- الخميس
- الجمعة

- 275 ربيع الآخر 1447  هـ
- 286 ربيع الآخر 1447  هـ
- 297 ربيع الآخر 1447  هـ
- 308 ربيع الآخر 1447  هـ
- 19 ربيع الآخر 1447  هـ
- 210 ربيع الآخر 1447  هـ
- 311 ربيع الآخر 1447  هـ
- 412 ربيع الآخر 1447  هـ
- 513 ربيع الآخر 1447  هـ
- 614 ربيع الآخر 1447  هـ
- 715 ربيع الآخر 1447  هـ
- 816 ربيع الآخر 1447  هـ
- 917 ربيع الآخر 1447  هـ
- 1018 ربيع الآخر 1447  هـ
- 1119 ربيع الآخر 1447  هـ
- 1220 ربيع الآخر 1447  هـ
- 1321 ربيع الآخر 1447  هـ
- 1422 ربيع الآخر 1447  هـ
- 1523 ربيع الآخر 1447  هـ
- 1624 ربيع الآخر 1447  هـ
- 1725 ربيع الآخر 1447  هـ
- 1826 ربيع الآخر 1447  هـ
- 1927 ربيع الآخر 1447  هـ
- 2028 ربيع الآخر 1447  هـ
- 2129 ربيع الآخر 1447  هـ
- 2230 ربيع الآخر 1447  هـ
- 231 جمادى الأولى 1447  هـ
- 242 جمادى الأولى 1447  هـ
- 253 جمادى الأولى 1447  هـ
- 264 جمادى الأولى 1447  هـ
- 275 جمادى الأولى 1447  هـ
- 286 جمادى الأولى 1447  هـ
- 297 جمادى الأولى 1447  هـ
- 308 جمادى الأولى 1447  هـ
- 319 جمادى الأولى 1447  هـ

19 أكتوبر أو 19 تشرين الأوَّل أو يوم 19 \ 10 (اليوم التاسع عشر من الشهر العاشر) هو اليوم الثاني والتسعين بعد المئتين (292) من السنة، أو الثالث والتسعين بعد المئتين (293) في السنوات الكبيسة، وفقًا للتقويم الميلادي الغربي (الغريغوري). يبقى بعده 73 يومًا على انتهاء السنة.

## أحداث
- 1781 - البريطانيون ينهزمون أمام الأمريكيين بقيادة جورج واشنطن في معركة يوركتاون.
- 1812 - تراجع نابليون بونابرت عن موسكو بعدما تعذر عليه احتلالها.
- 1917 - البريطانيون بقيادة الجنرال إدموند ألنبي يحتلون القدس.
- 1935 - عصبة الأمم تفرض عقوبات اقتصادية على إيطاليا وذلك بسبب قيامها بغزو إثيوبيا.
- 1954 - جمال عبد الناصر يوقع على اتفاقية الجلاء البريطاني عن مصر خلال 20 شهر.
- 2004 - مجلس الأمن يحث سوريا على سحب قواتها والمقدرة بأربعة عشر ألف جندي من لبنان.
- 2005 - بدء محاكمة رئيس العراق الأسبق صدام حسين في قضية الدجيل.
- 2008 - وزير الخارجية الأمريكي الأسبق الجمهوري كولن باول يعلن دعمه لباراك أوباما مرشح الحزب الديمقراطي في انتخابات الرئاسة الأمريكية.
- 2012 - انفجار في ساحة ساسين الواقعة في حي الأشرفية في العاصمة اللبنانية بيروت يوقع ثمانية قتلى على الأقل من بينهم رئيس شعبة المعلومات في المديرية العامة للأمن الداخلي العميد وسام الحسن بالإضافة إلى سقوط ثمانية وسبعين جريحًا.
- 2014 -
  - اختتام دورة 2014 من معرض باريس للسيارات.
  - C/2013 A1 يعبُرُ قريبًا جدًّا من المريخ، وقد تمَّ رصده عبر مسباراتٍ سطحيَّة وأقمارٍ اصطناعيَّة.
- 2015 - حزب الأحرار الكندي، بِقيادة جاستن ترودو يفوز بغالبيَّة المقاعد في البرلمان بعد أن حصل على نسبة 68.5% من الأصوات في الانتخابات الفدراليَّة.
- 2018 -
  - وفاة ما لا يقل عن 60 شخصًا دهسًا في حادث قطار بمدينة أمريتسار في إقليم البنجاب بالهند.
  - السعودية تُعلن مقتل الصحفي جمال خاشقجي في قنصليتها بتركيا، بعد أن اختفى بعيد دخولها قبل بضعة أيَّام، وتحديدًا يوم 2 أكتوبر.
- 2020 - انتخاب لويس آرسي رئيسًا لبوليفيا في الانتخابات العامة البوليفية 2020.

## مواليد
- 1433 - مارسيليو فيسينو، فيلسوف إيطالي.
- 1862 - أوغست لوميير، فرنسي من أوائل صناع الأفلام.
- 1882 - أومبرتو بوكيوني، رسام إيطالي.
- 1884 - إستر شطاح، ممثلة سورية تعمل في مصر.
- 1899 - ميغل أنخل أستورياس، أديب غواتيمالي حاصل على جائزة نوبل للأدب عام 1967.
- 1910 -
  - سابرامانين تشاندراسخار، عالم فيزياء أمريكي حاصل على جائزة نوبل في الفيزياء عام 1983.
  - فريد الأطرش، مغنٍ وملحن سوري.
- 1916 - جان دوسيه، عالم فرنسي في علم المناعة حاصل على جائزة نوبل في الطب عام 1980.
- 1938 - ماجد بن عبد العزيز آل سعود، أمير منطقة مكة المكرمة، سعودي توفي عام 2003م.
- 1940 - مايكل جامبون، ممثل بريطاني.
- 1944 - زياد مولوي، ممثل سوري.
- 1945 - جون ليثغو، ممثل أمريكي.
- 1956 - كارلو أورباني، طبيب إيطالي اكتشف الالتهاب الرئوي اللانمطي الحاد (سارس) وحاصل على جائزة نوبل في السلام عام 1999.
- 1966 - جون فافرو، مخرج أمريكي.
- 1967 - يوكو شيمومورا، ملحنة يابانية.
- 1973 - هشام أرازي، لاعب كرة مضرب مغربي.
- 1977 -
  - حبيب باييه، لاعب كرة قدم سنغالي.
  - راؤول تامودو، لاعب كرة قدم إسباني.
- 1988 - عبد العزيز المشعان، لاعب كرة قدم كويتي.
- 1989 - ميروسلاف ستوتش، لاعب كرة قدم سلوفاكي.

## وفيات
- 902 - إبراهيم الثاني بن أحمد الأغلبي تاسع ملوك الأغالبة
- 1216 - الملك جون، ملك إنجلترا.
- 1834 - مسلمة بن محمد، أمير علوي مغربي.
- 1909 - تشيزري لومبروزو، عالم إيطالي في علم الجريمة.
- 1937 - إرنست رذرفورد، عالم كيمياء نيوزلندي حاصل على جائزة نوبل في الكيمياء عام 1908.
- 1946 - طه الراوي، أكاديمي وشاعر عراقي.
- 1969 - صبري عياد، ممثل ليبي.
- 1971 - فؤاد جميل، أكاديمي ومترجم وباحث عراقي.
- 1972 - السلطان سعيد بن تيمور، سلطان مسقط وعمان.
- 1986 - نيازي مصطفى، مخرج مصري.
- 2003 - علي عزت بيغوفيتش، رئيس البوسنة والهرسك الأول.
- 2010 - غانم الصالح، ممثل كويتي.
- 2012 -
  - وسام الحسن، رئيس شعبة المعلومات في المديرية العامة للأمن الداخلي اللبناني.
  - هناء عبد الفتاح، ممثل ومخرج مصري.
- 2015 - عامر سبيعي، ممثل سوري.
- 2018 - توفيق العشا، ممثل سوري.
- 2021 -
  - عبد الواحد بلقزيز، سياسي ودبلوماسي مغربي.
  - موفق شيخ الأرض، شاعر سوري.

## أعياد ومناسبات
- اليوم العالمي لالتهاب المفاصل.
- عيد الاستقلال في البرازيل.
- يوم الدستور في نييوي.

## وصلات خارجية
- وكالة الأنباء القطريَّة: حدث في مثل هذا اليوم.
- أرشيف مصر: حدث في مثل هذا اليوم.
- BBC: حدث في مثل هذا اليوم.